# 再現育種
再現育種（さいげんいくしゅ、独: Abbildzüchtung、英: Breeding back）とは、家畜などの意図的な交雑（人為選択）による育種の一種であり、野生型の祖先（通常は絶滅した祖先）に似た表現型を持つ動物種を実現して脱絶滅させようとするものである。
再現育種により誕生した品種は、表現型、生態学的地位、そしてある程度は遺伝学的に絶滅した野生型と非常に似ているかもしれないが、その遺伝子プールは、絶滅する以前は異なっているということを念頭に置く必要がある。再現された動物の表面的な真正性さえも、繁殖に使われた特定の家畜の品種に左右される。文献によれば、ヘックキャトルと絶滅した野生種であるオーロックスは漠然と似ている程度である。

## 背景
再現育種計画の目的は、家畜化された動物の系統に意図せず保存されている野生の形質を回復させることである。一般的に計画では、新しい動物の表現型だけでなく、その生態学的能力も考慮される。自然界では通常、その自然環境に適した個体だけが生き残り繁殖するが、人間はさらに魅力的でおとなしい、あるいは生産的な特徴を持つ動物を選び、祖先の環境にかつてあった危険から保護する。このような場合は自然界における選択基準は、家畜化された環境で見られるものとは異なる。このため、家畜化された動物は、その表現型、行動、遺伝学において、野生の祖先とは大きく異なることが多い。家畜の遺伝子の中に「埋もれている」可能性のある野生の古代の形質を、新しい系統の中で再表現することが計画の望みである。
多くの場合、ある種の絶滅した野生型の祖先は、骨格標本や場合によっては歴史的記述によってのみ知られており、その表現型が十分に理解されていない。このような状況を踏まえると、再現育種の成功の確証は今のところなく、どのような結果であっても慎重に検討しなければならない。遺伝的に近いかどうかを調べるには、繁殖動物と絶滅動物のミトコンドリアDNAと核DNAを比較しなければならない。
人間は動物を表面的な形質でのみ選別しており、代謝生化学のような観察しにくい形質を意図的に変えることはしなかった。さらにウシの牧畜本能やイヌの社会的本能など野生の祖先に由来する行動を多くの家畜種は示し、人間の干渉の範囲外で生き残るのに適しているため、再現された動物は野生の祖先と同じように機能することができるかもしれないと推定することができる。
自然選択は、「本物」の頑健さや行動、そして本来の表現型を生み出すための、さらなる手段として機能するかもしれない。このような淘汰選択を可能にするために、場合によっては十分な捕食者の集団が必要となる。多くの繁殖回帰の試みが行われている今日のヨーロッパでは、このような捕食者の集団はほとんど存在しない。

## 使用
再現された品種は人間活動による野生種の絶滅によって空いた生態学的空白を埋めることができるため、保全生物学的に望ましいものである。食物の嗜好性、行動、頑健性、捕食者に対する防御、狩猟・採食本能、表現型が野生種と同じである限り、再現された品種は生態系で同じように機能する。このような動物を野生に導入することで以前は空いていたニッチが再び埋まり、生態系のさまざまな種の間で自然なダイナミズムが再び確立されるができる。しかし、再現育種の試みのすべてが、原始的な家畜品種よりも野生種に近い動物を生み出すとは限らない。例えば、ヘックキャトルは多くのイベリア半島の闘牛種よりもオーロックスと似ていない。

## 事例

### オーロックス

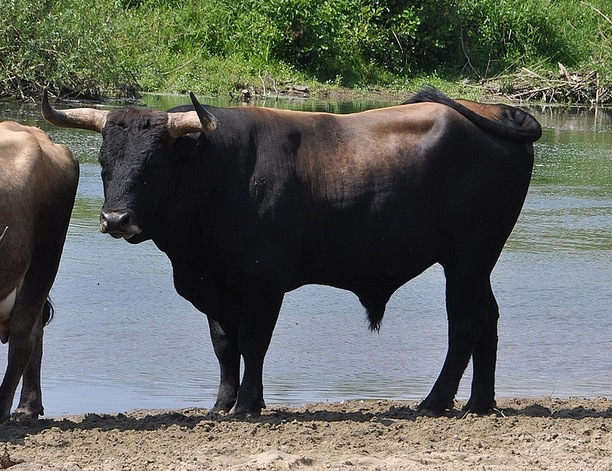
タウルスプロジェクトによって作り出されたタウルスキャトル（タウルス牛）。

家畜種からオーロックスに似た動物を作り出す案は1835年から存在していた。1920年代にハインツ・ヘックとルッツ・ヘックは、中央ヨーロッパの乳牛種と南ヨーロッパの牛を使って、オーロックスに似たの牛の繁殖を試みた。生み出された「ヘックキャトル（ヘック牛）」は丈夫であったが、多くの点でオーロックスとは異なるものであった。だだし、体色と角に関しての類似性は得られた。
1996年以降、ヘックキャトル（ヘック牛）はオーロックスとの類似性を高めるために、ドイツの多くの保護区で、サヤゲサや、闘牛のような原始的なイベリア半島の品種、非常に大型のイタリアのキアニーナ牛と交雑された。その結果、タウルスプロジェクトによってヘックキャトルよりも大きくて足が長く、よりオーロックスに似た角を持つタウルスキャトル（タウルス牛）と呼ばれる牛が生まれた。交配にはサヤゲサ、リミア、マレンマナの系譜のマレンマナプリミティーボ、マロネサ、ポドリカ、パジュナ、トゥダンカといった原始的で丈夫な南欧の品種が使用されたが、他にもハイランドやギャロウェイやイングリッシュロングホーンなども使用されている。
これらの再現種は各地での再野生化プロジェクトにも利用されて野生導入されている。

### ターパン

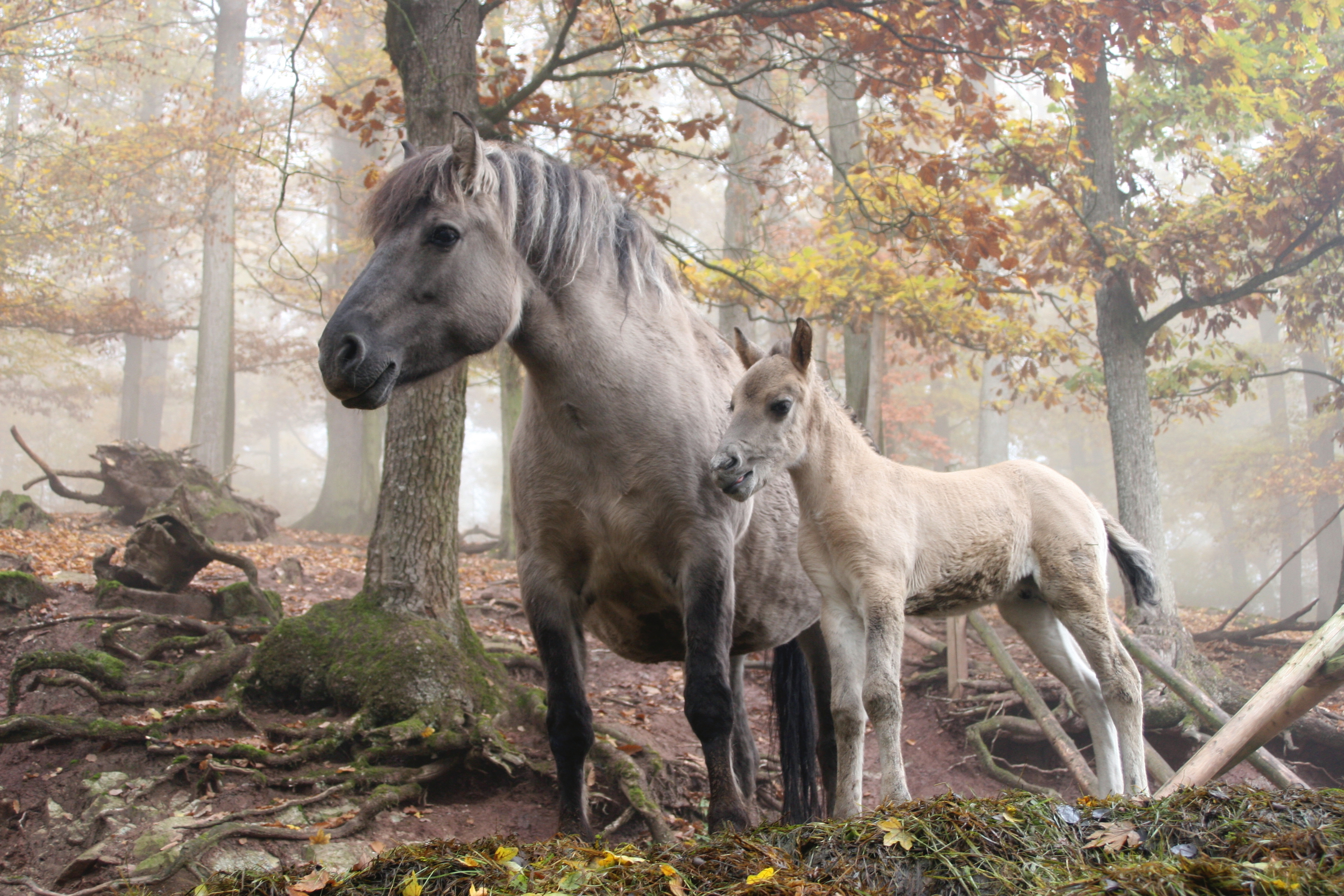
ヘックホース。

ポーランドのコニックというウマは、しばしばターパンの表現型を「再現」するための実験の結果と誤解されることが多い。実際にコニックはポーランドで生まれた丈夫な在来品種で、1920年代に農学者のタデウシュ・ヴェトゥラニがコニックという名前を考案するまでは「パンジェホース」と呼ばれていた。ヴェトゥラニはコニックを使ってターパンを復元する実験を行ったが、結果として彼の種は現在のコニックの個体群にわずかな貢献しかしなかった。
第二次世界大戦の最中に、ヘック兄弟はコニックをモウコノウマやアイスランドホース、ゴットランドラスなどと交配させてヘックホースを作出した。ここ数十年の間、ヘックホースはコニックと交配され続けており、現在ではヘックホースの方が体格が軽い傾向があることを除けば、2つの種はほとんど区別が付かなくなっている。この他にも、ターパンと家畜種の交配個体の子孫が「ターパンホース（Tarpan Horse）」と呼ばれている。

### ブタ

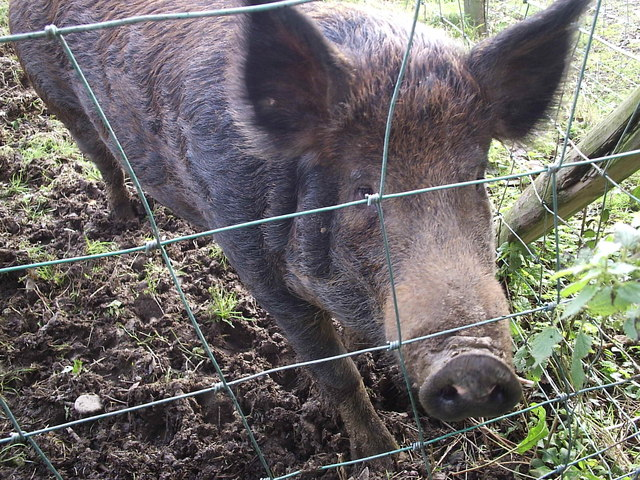
アイアンエイジピッグ（イノブタ）。

イノシシとブタの雑種であるイノブタは、ユーラシア大陸、アメリカ大陸、オーストラリアなど、ヨーロッパ人の入植者が狩猟動物としてイノシシを輸入した地域に外来種として存在しているが、古代ヨーロッパの鉄器時代やそれ以前の先史時代の美術品に描かれているようなブタを再現するための選択交配にも使われている。「アイアンエイジピッグ」という名で鉄器時代のブタを作出する計画は1980年代初頭に始まり、鉄器時代のブタの姿に似ているとされる動物を作出するために、雄のイノシシとタムワース種のブタを交配させた。アイアンエイジピッグは、一般的にヨーロッパで特殊な食肉市場向けにのみ飼育されている。一般的に純血種の家畜化されたブタよりも攻撃的で扱いにくい。
アイアンエイジピッグもブタやイノブタと同様に生態系エンジニアであるイノシシの代用として再野生化に応用される事例も見られる。

### クアッガ
クアッガプロジェクトは、南アフリカを拠点とする、1883年に絶滅したサバンナシマウマの亜種であるクアッガに酷似した動物を繁殖させる試みである。このプロジェクトは、23体の標本、多くの同時代の図版、そして動物に関する多くの記述によって記録されているクアッガの外見を選ぶことに限定されている。

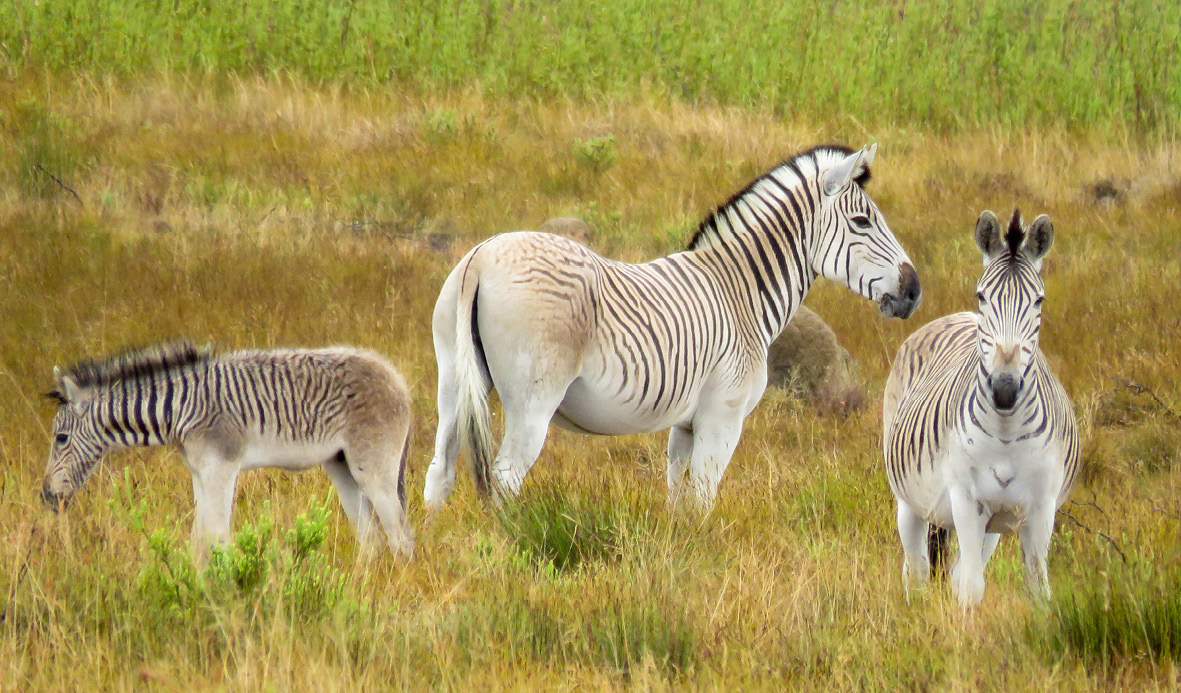
クアッガプロジェクトで生み出されたラウクアッガ。

クアッガの2つの最も顕著な特徴である少ない縞模様と濃い毛色は、野生のサバンナシマウマの個体群でも程度の差はあれ度頻繁に観察される。この2つの特徴を持つ動物は、クアッガ・プロジェクトの繁殖計画のために探し出されてきた。4回の繁殖を繰り返したクアッガ・プロジェクトでは、絶滅したクアッガの茶色の地色はまだ現れていないが、後脚と胴体にかすかな縞模様が見られる子馬が生まれた。プロジェクトは、プロジェクトの創設者であるラインホルト・ラウに因んで「ラウクアッガ」と呼んでいる。
しかしクアッガは、サバンナシマウマから確実に繁殖させることが不可能な記録されていない行動的特徴や目に見えない特徴を持っていた可能性がある。このプロジェクトはクアッガの形態学的特徴に焦点を当てていることで批判されている。

### オオカミ

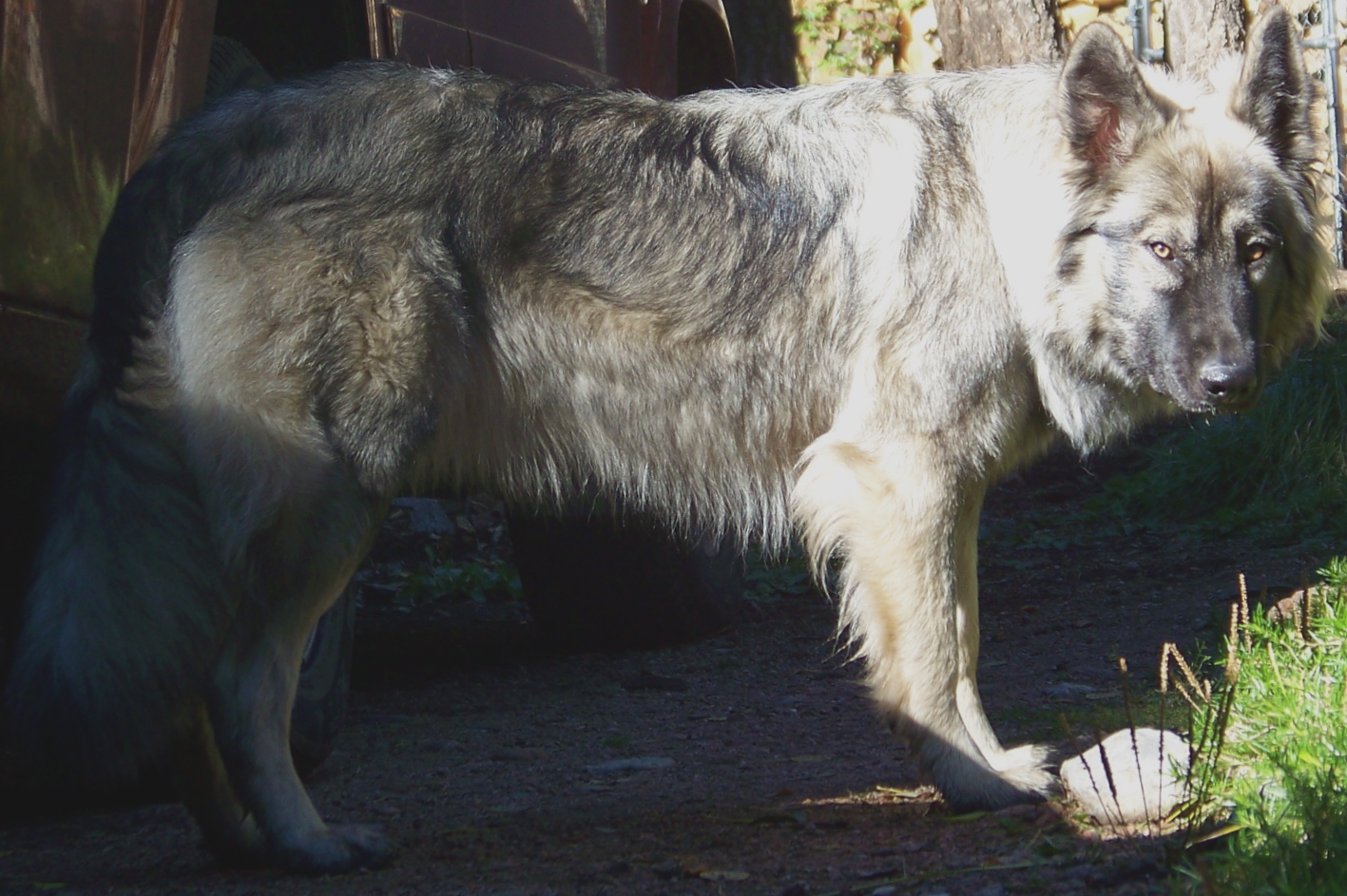
ダイアウルフの復元プロジェクトで使用されている犬種の一つ（アメリカン・アルセイシアン）。

イヌの野生種であるオオカミは絶滅していないが、その表現型はノーザン・イヌイット・ドッグやタマスカン・ハスキーなどのいくつかの開発犬種の対象となっている。これらはすべて、ジャーマン・シェパード、アラスカン・マラミュート、シベリアン・ハスキーの交配種で、表現型的にオオカミの特徴を持つように選抜されたものである。これらの新しい犬種も再現育種の試みとみなすことができる。
絶滅したニホンオオカミの遺伝子は現代の家畜である四国犬に残っている。この品種をアジアのオオカミのいくつかの亜種と交配させれば、この頂点捕食者の不在によって空いた生態学的ニッチを埋める本物の類似種が生まれると考えられている。
1988年に開始されたダイアウルフ・プロジェクトは、絶滅した先史時代のダイアウルフに似た様々なイヌを繁殖させることで、ダイアウルフの外観を復活させることを目的としている。

### ガラパゴスゾウガメ

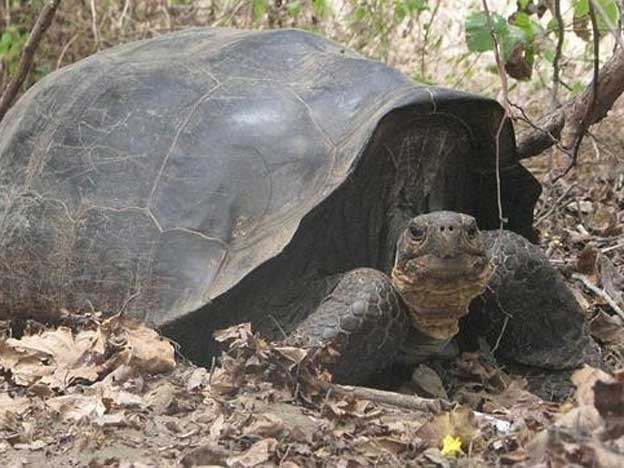
フロレアナゾウガメとの雑種が確認されているベックゾウガメ。

ガラパゴス諸島に分布するガラパゴスゾウガメ群には19世紀以降に人為的に絶滅した種類が複数存在しており、フロレアーナ島に見られた15種類の中のフロレアナゾウガメを含む4種類が絶滅している。イェール大学は1990年代以降にガラパゴスゾウガメの調査を行っており、その過程でイサベラ島のウルフ火山から、同島のベックゾウガメの他に、フロレアナゾウガメに形態が非常に近いだけでなく遺伝上の関連性も有しているカメが発見された。2012年にはこのカメがベックゾウガメとフロレアナゾウガメの雑種であることが判明しており、19世紀に捕鯨業者が過載になった荷物を残していった過程でフロレアナゾウガメが同島に導入された結果だと考えられている。
ベックゾウガメを用いたフロレアナゾウガメの脱絶滅の可能性は2000年代から示唆されており、2017年にはこららの雑種を用いたプロジェクトが開始された。2022年までにサンタ・クルス島にてこの雑種由来の400頭の子亀が誕生しており、フロレアーナ島で外来種の根絶が成功した暁（2023年以降）には同島に再野生化を目的として再導入される予定となっている。

### 注
1. ↑  捕食、干ばつ、病気、極端な天候、交配の機会不足など。
2. ↑  これは様々な家畜の多くの野生個体群が証明している。
3. ↑  ただし、角に関してはそれほど確実ではない[1]。